# OpenCola
OpenCola es una bebida de cola única en la que las instrucciones para realizarla están disponibles libremente y se pueden modificar. Cualquiera puede hacer la bebida, modificar y mejorar la receta siempre que, además, registren sus propias recetas bajo la GNU General Public License.
Aunque originalmente se lanzó como una herramienta promocional para explicar el software de código abierto, la bebida ha continuado creciendo (hasta el momento se han vendido 150 000 latas).[cita requerida] La compañía OpenCola, con sede en Toronto, se ha dado a conocer más por la bebida que por el software que pretendía promover. Laird Brown, el directivo de estrategia de la compañía, atribuye su éxito a la desconfianza que se ha extendido ante las grandes empresas y "patentadores de casi todo". La estrategia de mercadotecnia ha dado un giro y ya no promocionan el refresco en su página web.

## Otros proyectos de bebidas "abiertas"
También hay una cerveza de "código abierto" llamada Vores Øl.

## Receta de OpenCola
Mientras Pepsi, Coca-Cola, Kas-Cola y otros guardan sus recetas para hacer bebidas de cola, OpenCola, al liberarla como de código abierto, invita a modificarla y crear una versión mejorada. Esta receta está licenciada bajo la licencia GNU General Public License.

### Ingredientes

#### Saborizante
- 10,0 g de goma arábiga alimenticia.
- 3,5 ml aceite esencial de naranja.
- 3,0 ml de agua.
- 2,75 ml aceite esencial de lima.
- 1,25 ml aceite esencial de casia (canela).
- 1,0 ml aceite esencial de limón.
- 1,0 ml aceite esencial de nuez moscada.
- 0,25 ml aceite esencial de cilantro.
- 0,25 ml aceite esencial de neroli (similar a la bergamota o naranja amarga).
- 0,25 ml aceite esencial de lavanda.

#### Concentrado o jarabe
- 2,36 kg de azúcar blanco granulado
- 2,28 l de agua
- 30,0 ml de colorante caramelo
- 17,5 ml de ácido cítrico o fosfórico al 75 %
- 10,0 ml de saborizante
- 2,5 ml de cafeína (opcional, dado que no cambia el sabor)

### Pasos

#### Saborizante
1. Mezclar todos los aceites.
2. Añadir la goma arábiga a la mezcla.
3. Añadir el agua y mezclar bien. (Para este paso utilizar una batidora o una licuadora para mezclar todo correctamente)

- El saborizante puede ser hecho por adelantado y almacenado para su mezcla posterior.

1. Colocar en un recipiente con tapa y refrigerarlo, o bien mantenerlo a temperatura ambiente.

- Cuando se almacene, los aceites y el agua se separarán. Simplemente se deberá mezclar nuevamente antes de utilizar.
- Cuando se prepare la mezcla, la goma arábiga mantendrá juntos al agua y los aceites.

#### Concentrado
1. Mezclar 10 ml de saborizante con el ácido fosfórico o cítrico.
2. Mezclar el agua y el azúcar y, mientras se mezcla, añadir cafeína si se desea. (Asegurarse de que la cafeína esté completamente disuelta antes del paso siguiente).
3. Verter la mezcla de ácido y jarabe en la mezcla de agua y azúcar. (Agregar ácido al agua reduce el riesgo de producir salpicaduras de ácido comparado con el proceso inverso)
4. Agregar colorante caramelo y mezclar completamente.

#### Preparar la bebida final
1. Mezclar una parte del concentrado con cinco partes de agua. En otras palabras, mantener la relación 5 de agua y 1 de concentrado.
2. Carbonatar la bebida. (Existe un par de formas para lograr esto, se puede carbonatar utilizando levaduras por ejemplo o se puede preparar la bebida utilizando en el paso anterior soda en lugar de agua)

### Consejos
Es posible que sea difícil encontrar todos los ingredientes. Trata de buscarlos en tiendas especializadas de preparación de alimentos. Puede que algunas farmacias locales ayuden en el proceso.                            
No confundas la OpenCola hecha en casa con las gaseosas enlatadas que se distribuyen en el mercado regular. Si bien la receta es básicamente la misma, el proceso de "enlatar" la gaseosa está fuera del alcance de este artículo.

### Advertencias
La cafeína puede ser tóxica en dosis altas. Ten cuidado al adicionarla y procura no ingerir grandes cantidades. Verifica también la legislación de tu país acerca del manejo de la misma.
Algunos de los aceites que se necesitan para la elaboración del saborizante pueden quemar la piel.